# Nelly Arcan
Nelly Arcan (5 de marzo de 1973-24 de septiembre de 2009) fue una novelista canadiense. Arcan nació con el nombre Isabelle Fortier en Lac-Mégantic

## Biografía
La primera novela de Arcan, Putain (Puta) (2001), causó sensación y gozó de un éxito inmediato en la crítica y los medios de comunicación. Fue finalista tanto para el Prix Médicis como el Prix Fémina, dos de los premios literarios más prestigiosos de Francia. El mismo contiene semejanzas entre la protagonista de la novela, la prostituta Cynthia, y la propia experiencia de Arcan como una chica de compañía profesional.
Tras Putain, Arcan publicó otras tres novelas que la establecieron como estrella literaria en Quebec y en Francia. Folle (Loca) (2004), su segunda novela, es, como la primera, escandalosa y semiautobiográfica, y fue también nominada para el Prix Femina. Una tercera novela, Un ciel ouvert (Un cielo abierto), se publicó en 2007. L'enfant dans le miroir (El niño en el espejo)(2007) es un libro ilustrado acerca de la belleza. Arcan había completado su cuarta novela, Paradis clef en main (Paraíso llave en mano) (2009) cuando se suicidó. También escribió varios cuentos, piezas de opinión y columnas para varios diarios y revistas literarias de Quebec.

## Fallecimiento
Arcan fue encontrada muerta en su apartamento de Montreal el 24 de septiembre de 2009. Se había ahorcado. Había terminado de escribir su último libro, Paradis, Clef en main, cuyo narrador queda minusválido luego de un intento fallido de suicidio. Arcan había intentado suicidarse con anterioridad. 
El 3 de septiembre de 2009, tres semanas antes de su muerte, Arcan publicó una historia en su columna semanal en la revista de habla francesa de Quebec Ici titulada «Prends-moi, ou t'es mort« («Tómame, o estás muerto»), detallando una experiencia con un acosador.
Está enterrada en los Cantons-de-l'Est de Quebec. La biblioteca municipal de Lac-Mégantic, construida sobre la base de los cientos de libros donados luego de que un incendio destruyera la biblioteca original durante el accidente ferroviario de Lac-Megantic, se llama «La Médiathèque municipale Nelly-Arcan» en su honor.